# 姚江山
姚江山（1987年7月30日—），中国足球运动员，司职中场，现在为一名自由球员。

## 职业生涯
2006年，姚江山进入中超球队青岛中能一线队名单。
2007年3月11日，他在中超第二轮青岛中能2比0击败辽宁队的比赛首发出场，上演职业生涯首秀。 之后成为球队的绝对主力。
2007年9月5日，他射进个人的首个职业比赛进球，帮助青岛中能1比1战平西安国际。
2013年初，有消息称他被K联赛球队大田市民相中，但青岛中能表态不会放主力球员离开。